# Kanton Saint-Étienne-Nord-Est-2
Der Kanton Saint-Étienne-Nord-Est-2 war von 1973 bis 2015 ein französischer Wahlkreis im Arrondissement Saint-Étienne, im Département Loire und der ehemaligen Region Rhône-Alpes.

## Gemeinden
Der Kanton umfasste einen Teil der Stadt Saint-Étienne (angegeben ist hier die Gesamteinwohnerzahl) und zwei weiteren Gemeinden.
| Gemeinde              | Einwohner Jahr | Fläche km² | Bevölkerungsdichte | Code INSEE | Postleitzahl |
| --------------------- | -------------- | ---------- | ------------------ | ---------- | ------------ |
| Saint-Étienne         | 172.023 (2013) | –          | – Einw./km²        | 42218      | 42100        |
| Saint-Jean-Bonnefonds | 6597 (2013)    | 11,59      | 569 Einw./km²      | 42237      | 42650        |
| Saint-Priest-en-Jarez | 6125 (2013)    | 3,07       | 1995 Einw./km²     | 42275      | 42270        |